# Tomasz Zan

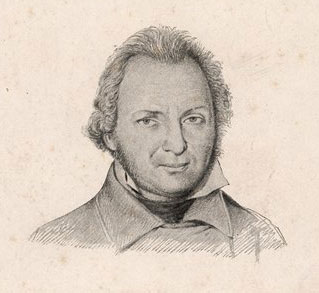
Tomasz Zan

Tomasz Zan (russisch Фома Карлович Зан Foma Karlowitsch San, wiss. Transliteration Foma Karlovič Zan; * 21. Dezember 1796 in Miasota bei Minsk, Weißrussland; † 19. Juli 1855 in Kochaczyn bei Orscha, Weißrussland) war ein polnischer Dichter.
Zan besuchte von 1805 bis 1812 das Minsker Gymnasium. Während seines Studiums an der Physikalisch-Mathematischen Fakultät der Universität Vilnius (1815–1820) gehörte er 1817 zu den Mitbegründern der illegalen polnischen Organisation der Philomathen. Er gehörte weiteren Vereinigungen dieser Art wie den Philareten und den (legalen) Promienisten an.
Der enge Freund des polnischen Nationaldichters Adam Mickiewicz wurde 1824 in einem spektakulären Prozess von den russischen Behörden wegen Verschwörung zu einem Jahr Festungshaft und anschließender lebenslanger Verbannung verurteilt. In den folgenden dreizehn Jahren betätigte er sich im Ural als Geologe und Mineraloge. Nach seiner Begnadigung war er bis 1841 am Institut für Bergwesen in Sankt Petersburg tätig, bevor er in seine Heimat zurückkehrte.
Als Dichter verfasste Zan eine Reihe von Elegien, Gedichten, satirischen Versen und humoristischen Romanen in der Tradition von Laurence Sterne. Postum erschien ein Tagebuch aus den Jahren 1824 bis 1832.
Die Lyrikerin Kazimiera Iłłakowiczówna (1892–1983) war eine natürliche und die polnische Widerstandskämpferin Teresa Zan (1884–1945) eine angeheiratete Enkeltochter.